# Dar (Hvězdná brána: Atlantida)
Dar (v anglickém originále The Gift) je 18. epizoda první série seriálu Hvězdná brána: Atlantida. Premiérově byl tento díl vysílán v USA 17. ledna 2005. V České republice poté premiérově 17. prosince 2008.

## Děj
Teylu už delší dobu trápí noční můry, v nichž Wraithové útočí na Atlantidu. Sny se stále opakují, dokonce se v nich Teyla sama vidí jako Wraith. Stres jí brání v běžném životě. Svěří se majoru Sheppardovi, ale je pobouřená, když ten o jejím problému řekne psycholožce. Teyla však po čase sama uzná, že by se jí pomoc mohla hodit, a podrobí se psychologickému vyšetření.
Mezitím se k Atlantidě blíží tři wraithtské úly. Atlantida i Athosiané z pevniny se chystají k evakuaci. Seržant Bates se vydává na obhlídku vybrané planety.
Teyla se rozhodne pátrat po příčině svých snů i toho, proč má schopnost vycítit přítomnost Wraithů. Navštíví Charin, athosianskou ženu, která je jí téměř babičkou. Ta jí poví pravdu, avšak nerada, protože slíbila jejímu otci, že o tom Teyle nikdy neřekne. Řekne jí o jedné planetě, kam byli po útoku lidé několikrát vráceni. Ostatní se domnívali, že jsou požehnaní, že je Wraithové nemohou napadnout. Časem se jich však začali bát. „Navrátilci“ slyšeli hlasy a někteří z nich se začali chovat divně, dokonce vraždili. Charin poví Teyle také adresu té planety a Teyla s týmem se tam vydají.
Najdou opuštěnou wraithskou laboratoř. Ze záznamů zjistí, že zde jistý Wraith prováděl pokusy na lidech, chtěl zefektivnit krmný proces. Přidával wraithskou DNA do lidské. Nicméně takto upravení lidé měli jisté, pro Wraithy nepříznivé vlastnosti. Byli schopni se napojit na wraithskou telepatickou komunikaci. Vědec se domníval, že se za několik generací nepříznivé účinky vytratí, ale spletl se.
I Teyla je tedy schopna napojit se na wraithské vědomí. Souhlasí s hypnózou, při které se pokusí navázat spojení s Wraithy. Spojení však zajde mnohem dál, než předpokládá, a jeden z Wraithů ji na několik okamžiků ovládne. Teyla pokus několikrát opakuje, ale Wraithové se opakovaně zmocňují jejího vědomí. Teyla je však přesvědčena, že se z pokusů může poučit.
Mezitím se vrací Bates z planety, kde na ně čekali Wraithové, ačkoliv nebyla obydlená. Teyla tak pravděpodobně neúmyslně prozradila pozici planety, kam se měli obyvatelé Atlantidy evakuovat. Teyla se domnívá, že nepřátelé plánují ještě něco mnohem většího než pouze napadení Atlantidy. Při posledním pokusu se dovídá, že sem míří Wraithové proto, aby získali informace o poloze Země. V galaxii Pegasus je málo lidí na uživení tolika Wraithů a Země jim nabízí „bohaté pastviny“.

## Zajímavosti
Doktor Becket zde zmiňuje pravděpodobný původ Wraithů: Antikové nechali vyvinout se lidi na planetě, kde žili eratusští brouci (epizoda Třicet osm minut). Ti se časem začali lidmi živit. Začlenili lidskou DNA do své a tak se začali lidem podobat. Po mnoha letech se vyvinuli až do podoby Wraithů. Antikové tak nepřímo zapříčinili vznik svých úhlavních nepřátel.